# Reproduction of Marine Invertebrates
Reproduction of Marine Invertebrates est une œuvre majeure quant à la reproduction chez l'ensemble des invertébrés marins. Cette collection d'ouvrages a été éditée à partir des années 1970 sous la direction d'Arthur C. Giese, alors professeur à l'université Stanford (Californie), de John S. Pearse et de sa femme, Vicki B. Pearse (cette dernière notamment pour les volumes 6 et 9), tous deux professeurs à l'université de Californie à Santa Cruz. À la suite de difficultés d'édition, les volumes 7 et 8, consacrés aux Arthropodes, ne sont jamais parus.

## Volumes
- Volume 1 (1974) : Acoelomate and Pseudocoelomate Metazoans. Academic Press: New York.
- Volume 2 (1975) : Entoprocts and Lesser Coelomates. Academic Press: New York. 344 pp.
- Volume 3 (1975) : Annelids and Echiurans. Academic Press: New York.
- Volume 4 (1977) : Molluscs: Gastropods and Cephalopods. Academic Press: New York. 367 pp.
- Volume 5 (1979) : Molluscs: Pelecypods and Lesser Classes. Academic Press: New York. 369 pp.
- Volume 6 (1991) : Echinoderms and Lophophorates. The Boxwood Press: Pacific Grove. 211 pp.  (ISBN 0-940168-09-X).
- Volume 7 : Arthropods. Non paru.
- Volume 8 : Arthropods. Non paru.
- Volume 9 (1987) : General Aspects: Seeking Unity in Diversity. Blackwell Scientific Publications and The Boxwood Press: Palo Alto and Pacific Grove. 211 pp.  (ISBN 978-0865423220).